# Oscar Martínez
Oscar Martínez (Buenos Aires, 23 ottobre 1949) è un attore argentino, vincitore della Coppa Volpi per la migliore interpretazione maschile alla 73ª Mostra internazionale d'arte cinematografica di Venezia nel 2016 per Il cittadino illustre.

## Biografia
Autore e regista teatrale, ha ottenuto per due volte il Konex Award, premio insignito alle personalità culturali argentine.

## Filmografia parziale

### Cinema
- La tregua, regia di Sergio Renán (1974)
- Soy paciente, regia di Rodolfo Corral - incompiuto (1986)
- El sur, regia di Carlos Saura (1992)
- El nido vacío, regia di Daniel Burman (2008)
- Storie pazzesche (Relatos salvajes), regia di Damián Szifrón (2014)
- El espejo de los otros, regia di Marcos Carnevale (2015)
- Il cittadino illustre (El ciudadano ilustre), regia di Mariano Cohn e Gastón Duprat (2016)
- Capitano Kóblic (Kóblic), regia di Sebastián Borensztein (2016)
- Toc Toc, regia di Vicente Villanueva (2017)
- La casa delle stelle (El cuento de las comadrejas), regia di Juan José Campanella (2019)
- Vivere due volte (Vivir dos veces), regia di María Ripoll (2019)
- Finale a sorpresa - Official Competition (Competencia oficial), regia di Mariano Cohn e Gastón Duprat (2021)

### Televisione
- Ilusiones (2000)
- Tiempo final (2001)
- Noche y día (2014-2015)